# Lastreopsis hornei
Lastreopsis hornei là một loài thực vật có mạch trong họ Dryopteridaceae. Loài này được (Baker) Tindale miêu tả khoa học đầu tiên năm 1957.